# Exoneura abstrusa
Exoneura abstrusa är en biart som beskrevs av Cockerell 1922. Exoneura abstrusa ingår i släktet Exoneura och familjen långtungebin. Inga underarter finns listade i Catalogue of Life.